# Scunthorpe
Scunthorpe es una villa de la autoridad unitaria de North Lincolnshire, en el condado de Lincolnshire (Inglaterra).

## Geografía
Según la Oficina Nacional de Estadística británica, Scunthorpe tiene una superficie de 28,66 km².

## Demografía
Según el censo de 2001, Scunthorpe tenía 72 660 habitantes (48,61% varones, 51,39% mujeres) y una densidad de población de 2535,24 hab/km². El 21,17% eran menores de 16 años, el 71,14% tenían entre 16 y 74 y el 7,69% eran mayores de 74. La media de edad era de 38,76 años.
El 91,67% eran originarios de Inglaterra y el 3,7% de otras naciones constitutivas del Reino Unido, mientras que el 1,6% eran del resto de países europeos y el 3,03% de cualquier otro lugar. Según su grupo étnico, el 95,88% de los habitantes eran blancos, el 0,51% mestizos, el 2,95% asiáticos, el 0,29% negros, el 0,25% chinos y el 0,11% de cualquier otro. El cristianismo era profesado por el 76,45%, el budismo por el 0,12%, el hinduismo por el 0,33%, el judaísmo por el 0,02%, el islam por el 2,18%, el sijismo por el 0,57% y cualquier otra religión por el 0,1%. El 12,6% no eran religiosos y el 7,63% no marcaron ninguna opción en el censo.
Del total de habitantes con 16 o más años, el 25,81% estaban solteros, el 52,05% casados, el 2,42% separados, el 10,06% divorciados y el 9,66% viudos. Había 30 773 hogares con residentes, de los cuales el 29,65% estaban habitados por una sola persona, el 10,83% por padres solteros con o sin hijos dependientes, el 36,39% por parejas casadas y el 8,61% sin casar, con o sin hijos dependientes en ambos casos, el 9,52% por jubilados y el 4,98% por otro tipo de composición. Además, había 1164 hogares sin ocupar y 46 eran alojamientos vacacionales o segundas residencias.